# Michel Picard (Ruderer)
Michel Picard (* 4. März 1954) ist ein ehemaliger französischer Leichtgewichts-Ruderer. 
Michel Picard begann 1964 mit dem Rudersport. Er ruderte wie sein Bruder André Picard für den Ruderclub in Chalon-sur-Saône. 
Bei den Weltmeisterschaften 1975 in Nottingham siegten im Leichtgewichts-Vierer ohne Steuermann die Franzosen Francis Pelegri, Michel Picard, André Coupat und André Picard vor den Briten und den Australiern. 1976 in Villach konnten die vier Franzosen ihren Titel verteidigen und siegten vor Norwegern und Dänen. 1977 in Amsterdam gewannen die Franzosen ihren dritten Titel in Folge, diesmal vor den Australiern und den Niederländern. 
1979 belegte Michel Picard mit dem Leichtgewichts-Achter den siebten Platz bei den Weltmeisterschaften in Bled.